# 奧蒂斯山
奧蒂斯山（英語：Mount Otis）是南極洲的山峰，位於瑪麗伯德地，處於辛哈山西南面2.8公里的柯克帕特里克冰川北岸，美國地質調查局根據測量和美國海軍拍攝的空中照片繪入地圖，現時由南極條約體系管理。